# هيروميتشي إيتو
هيروميتشي إيتو (باليابانية: 伊藤広道) هو مصارع رياضي ياباني، ولد في 1 نوفمبر 1963.

## وصلات خارجية
- هيروميتشي إيتو على موقع قاعدة بيانات المصارعة الدولية (الإنجليزية)
- هيروميتشي إيتو على موقع أوليمبيديا (الإنجليزية)